# Olenovo, Svaleava
Olenovo (în ucraineană Оленьово) este un sat în comuna Ploske din raionul Svaleava, regiunea Transcarpatia, Ucraina.

## Demografie
Componența lingvistică a localității Olenovo
     Ucraineană (99,32%)
     Alte limbi (0,46%)
Conform recensământului din 2001, majoritatea populației localității Olenovo era vorbitoare de ucraineană (99,32%), existând în minoritate și vorbitori de alte limbi.